# نعومي فريدريك
نعومي فريدريك (بالإنجليزية: Naomi Frederick)‏ هي ممثلة بريطانية، ولدت في 1976 في لندن في المملكة المتحدة.

## وصلات خارجية
- نعومي فريدريك على موقع IMDb (الإنجليزية)
- نعومي فريدريك على موقع قاعدة بيانات الفيلم (الإنجليزية)